# Марково (Куностьский сельсовет)
Ма́рково — деревня в Белозерском районе Вологодской области.
Входит в состав Куностьского сельского поселения, с точки зрения административно-территориального деления — в Куностьский сельсовет.
Расположена на правом берегу реки Куность. Расстояние до районного центра Белозерска по автодороге — 8 км, до центра муниципального образования посёлка Нижняя Мондома  по прямой — 8 км. Ближайшие населённые пункты — Куность, Нижняя Мондома, Маэкса.
Население по данным переписи 2002 года — 2 человека.